# Spurbildungstest
Der Spurbildungstest (auch Spurbildungsversuch oder Wheel-Tracking-Test) ist ein Prüfverfahren im Straßenbau und dient zur Feststellung des Widerstandes von Asphalt gegen bleibende Verformung aus hohen Radlasten (Neigung zur Spurrinnenbildung).

## Prüfverfahren
Für den Versuch wird eine Asphaltplatte (Dicke der Platte kann der tatsächlichen Einbaustärke entsprechen) hergestellt. Die Platte wird während des Versuchs mit einem hin- und herrollenden Rad (bis zu 20.000 Wiederholungen) belastet.
Das Rad besitzt genau definierte Eigenschaften. So hat die Breite des Rades 4,7 cm und die Radlast 700 N zu betragen. Das Rad selbst ist aus Stahl und kann auf der Lauffläche mit einer Hartgummi- oder Kunststoffbeschichtung versehen sein.
Der Versuch kann entweder unter Wasser (50° Wassertemperatur) oder an der Luft bei 60° Umgebungstemperatur durchgeführt werden.

## Normen und Standards
Deutschland
- Technische Prüfvorschriften Asphalt im Straßenbau (TP A-StB) Teil: Spurbildungsversuch – Bestimmung der Spurrinnentiefe im Wasserbad

Österreich
- RVS 11.06.54 Spurbildungstest